# Bofors 40L70

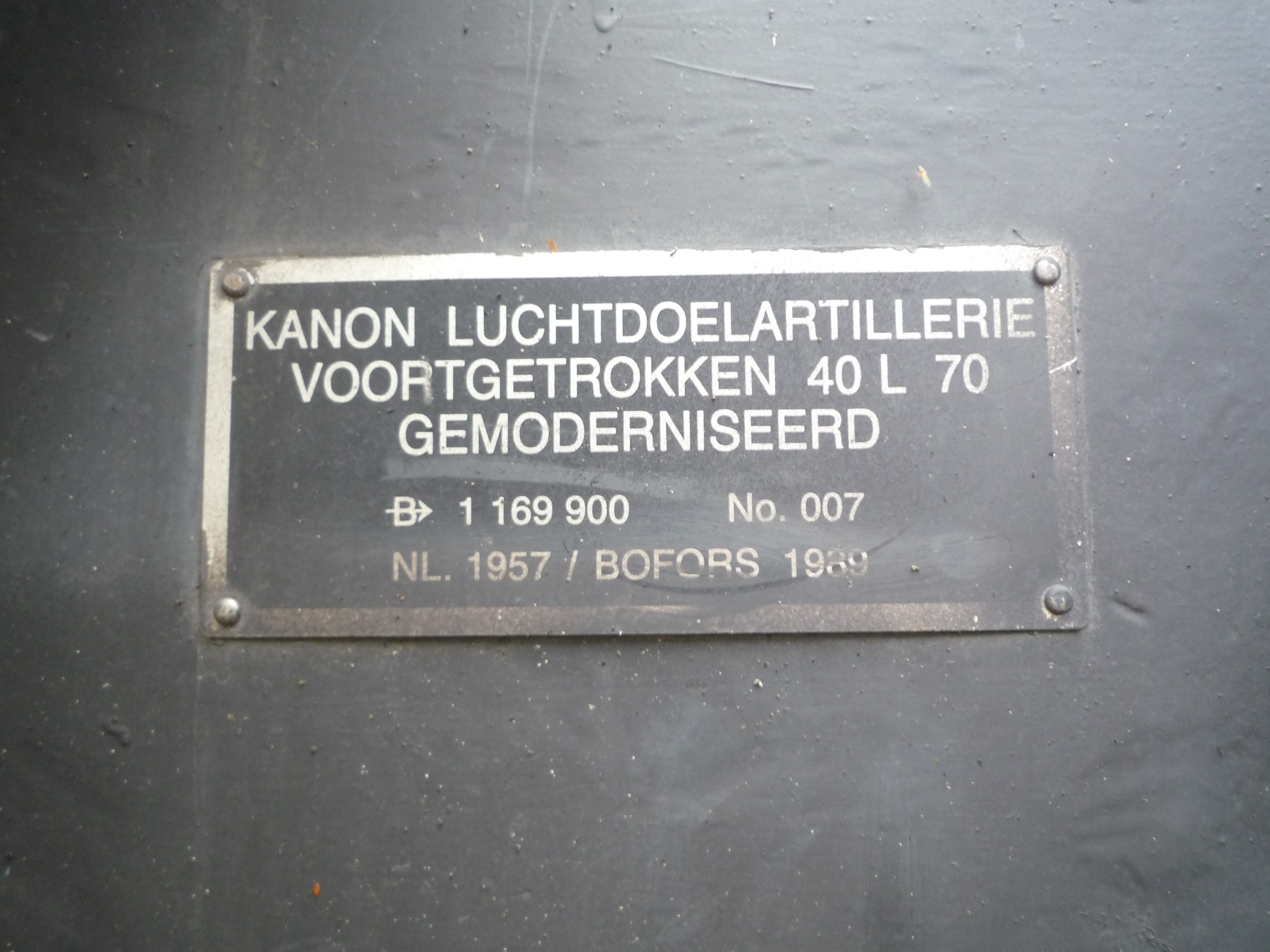
Typeaanduiding 40L70G, stuk nr. 7

De Bofors 40mm L/70 of Bofors 40L70 is een volautomatisch luchtdoelkanon. Het werd in 1951 geïntroduceerd in het Zweedse leger. Het kanon was van 1959 tot 2005 in dienst bij de Koninklijke Landmacht en van 1978 tot 2000 ook bij de Koninklijke Luchtmacht. Inmiddels zijn de kanonnen vervangen door raketsystemen. Anno 2015 is het wapen nog wel op grote schaal in gebruik bij andere landen.

## Fabrikant
Het kanon is een ontwerp van de Zweedse wapenfabrikant Bofors. De eerste kanonnen van dit type kwamen in 1951 in dienst bij de Zweedse strijdmacht. Buiten Zweden is in diverse landen, waaronder Nederland, het kanon in licentie gebouwd. De totale productie wordt geraamd op zo'n 4000 stuks.

## Beschrijving
Het kanon heeft een kaliber van 40 millimeter. De lengte van de loop is 70 kalibers (2800mm), vandaar de aanduiding 40L("lang")70. Het kanon is gemonteerd op een aanhangwagen met een draaiplateau. In vier seconden kan het plateau een volledig draai maken. Vanwege de toegenomen snelheid van de vliegtuigen was de vuursnelheid 300 schoten per minuut. Vier granaten worden per keer in het laadsysteem gevoerd, twee soldaten staan achter de richters om het kanon van granaten te voorzien. Op het draaiplateau zijn twee rekken aangebracht waar in totaal 96 granaten onder handbereik liggen opgeslagen.
De granaten hebben een gewicht van ongeveer 2,5 kilogram, kleine afwijkingen zijn mogelijk afhankelijk van het type en functie. De lengte is altijd 53,4 centimeter. De mondingssnelheid is iets meer dan 1000 m/s. De granaat legt een afstand van 1000 meter af in 1,1 seconde en voor 3000 meter is de granaat 4,4 seconden onderweg. De elevatie van de loop ligt tussen de -4 en 90 graden.
Het kanon wordt meestal gebruikt in combinatie met de Flycatcher, een vuurleidingsradar van de firma HSA in Hengelo (thans Thales Groep). Het toestel zorgde voor de doelopsporing en -volging, de trefpuntbepaling en de besturing van aangesloten kanonnen.  Andere vuurleidingsystemen waren de Zwitserse Skyguard of Superfledermaus.

## Nederland
De Nederlandse krijgsmacht nam het kanon in 1959 in dienst. Ze vervingen de oudere Bofors 40L60. De kanonnen werden in licentie gebouwd door de machinefabriek Bronswerk-Feijenoord in Schiedam. Het onderstel was uitbesteed aan de Belgische Fabrique Nationale de Herstal (FN). In totaal werden 132 stuks in licentie geproduceerd. De bemanning bestond uit een commandant, twee korporaals-vuurmondleider en acht kanonniers. De korporaals zaten voorin op het draaiplateau en zorgden voor de elevatie en de rotatie. Twee kanonniers stonden achter de korporaals en zorgden dat er voldoende granaten voor het afvuren beschikbaar waren. Het kanon werd getrokken door een DAF YA-328.
De Koninklijke Landmacht had bij de invoering van de 40L70 nog grote voorraden munitie voor de 40L60 kanonnen. Deze patronen waren korter dan de L70 munitie, en konden niet worden gebruikt in de nieuwe kanonnen. Daarom werd voor schietoefeningen een aantal stukken aangepast zodat 40L60 munitie wel verschoten kon worden. Hiervoor werd het kanon voorzien van een kortere kamer. De aanpassing betrof het kulas, de patroonaanvoerinrichting en de munitierekken. Deze stukken kregen de aanduiding "40L70kk" (korte kamer).
Vanaf 1966 werd de Superfledermaus-radar uitgefaseerd en vervangen door de HSA L4/5 radar. Hiermee konden drie vuurmonden 40L70 tegelijkertijd worden aangestuurd.
In 1989 werden 60 kanonnen gemoderniseerd. Dit betrof onder meer een hogere vuursnelheid, een digitale interface met de vuurleidingsradar, een eigen aggregaat en een V0-radar waarmee de aanvangssnelheid van de projectielen kon worden gemeten. Het precies weten van de snelheid waarmee het projectiel de loop verlaat is belangrijk voor een nauwkeurige berekening van de ballistische baan. Bij een volgend schot kan deze informatie worden gebruikt. De kanonnen werden verder geschikt gemaakt voor PFHE (Proximity Fuzed High Explosive) munitie. Het kanon kreeg de typeaanduiding "40L70G" (gemoderniseerd). Tevens werd de verouderde L4/5 radar vervangen door de Flycatcher radar. De vuurkracht werd hierdoor sterk verbeterd en de bediening vereenvoudigd. De bemanning kon hierdoor worden gereduceerd tot vier personen, te weten een stukscommandant (wachtmeester), een plaatsvervangend stukscommandant (korporaal) en twee stuksbedienaars (kanonniers). Bij operationele inzet bestond de bediening slechts uit twee personen. Beide anderen hadden rust zodat continu kon worden opgetreden. Vanaf het stuk kon in uitzonderlijke gevallen (zelfverdediging) worden gevuurd zonder dat de Flycatcher daartoe opdracht gaf. Een DAF YAD 4442 deed als trekkend voertuig dienst. Het systeem heeft tot 2005 dienstgedaan bij 105 Luchtdoelartilleriebatterij en de mobilisabele 115 en 125 Luchtdoelartilleriebatterijen.En tot eind 1986 bij 118 squadron van de Koninklijke  Luchtmacht.